# بایلشتاین (راینلاند-فالتس)
بایلشتاین (به آلمانی: Beilstein) یک شهر در آلمان است که در کوخم-تسل واقع شده‌است.

## نگارخانه

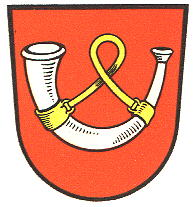